# Hengameh Shahidi
Hengameh Shahidi ( en persa: هنگامه شهیدی‎  ; nacida el 14 de mayo de 1975) es una periodista, activista política y presa política iraní que actualmente cumple una condena de seis años por "reunión y confabulación con intención de dañar la seguridad del Estado" y "propaganda contra el sistema" 
Al principio de su carrera, Shahidi trabajó para el periódico Nowrooz antes de que lo cerraran y fue candidata del Partido Sazandegi.
Shahidi es estudiante de doctorado en la Escuela de Estudios Orientales y Africanos del Reino Unido. Regresó a Irán para las elecciones presidenciales de 2009 y actuó como asesora sobre cuestiones de la mujer del candidato presidencial Mehdi Karroubi, de cuyo partido (National Trust Party (Iran)|Partido de la Confianza Nacional), era miembro.
El 30 de junio, tras el estallido de las protestas masivas contra la anunciada oficialmente reelección del presidente en funciones Mahmud Ahmadineyad, fue detenida. Estuvo detenida más de cuatro meses sin cargos, durante los cuales afirma que fue torturada y sometida a otros malos tratos, amenazada de ejecución y sometida a un simulacro de ejecución. También afirma que sus interrogadores la amenazaron con detener a otros miembros de su familia. En noviembre de 2009 quedó en libertad bajo fianza. Su juicio comenzó poco después.
En diciembre fue declarada culpable de "participación en reuniones ilegales", "confabulación para alterar la seguridad", "propaganda contra el régimen" y "alteración del orden público", y condenada a seis años, tres meses y un día de prisión. Su condena fue confirmada en apelación (aunque se anuló la condena por "insultar al Presidente"). Tras ser puesta en libertad durante su apelación, volvió a ser detenida el 25 de febrero de 2010.

Hengameh Shahidi sufre una afección cardíaca, para la que requiere medicación regular. Según una fuente anónima citada por iranhumanrights.org el 21 de agosto de 2010:
"Hengameh no ha gozado de buena salud física y padece problemas de corazón y estómago, disco en la espalda, reumatismo nervioso y también una grave bajada de tensión. Aunque hace unos seis meses solicitó un permiso médico, hasta ahora no se le ha concedido. La continuación de esta situación pondría en grave peligro su salud, ya que su estado requiere hospitalización y tratamiento."

 